# 朱翊𨰜

崇端王朱翊𨰜（？—1610年），是莊王朱載境嫡第一子，明朝第五代崇王。朱翊𨰜於嘉靖三十七年（1558年）襲封崇王。他在位五十二年，在萬曆三十八年（1610年）過世，諡號端，長子世子朱常及次子世子朱常都早卒，所以兩年後由其次子之子朱由樻嗣位。